# Laura-Levita Valyte
Laura-Levita Valyte ist eine gehörlose litauische Gebärdensprachpoetin und Übersetzerin.

## Leben
Laura-Levita Valyte wuchs als Tochter zweier gehörloser Eltern und mit einer hörenden Schwester in Litauen auf. Ihre Eltern sind als professionelle Pantomimendarsteller tätig. Das Tanzen und die Musik interessierten sie schon als kleines Kind, was 2010 zu ihrem Sieg bei der litauischen Let’s Dance-Variante führte. 2016 übersetzte sie für den Eurovision Songcontest in Schweden alle Songs in Gebärdensprache.
Valyte übersiedelte nach Deutschland und lebt in Hamburg. Dort arbeitet sie als Guide bei Dialog im Stillen und ist nebenbei frei in mehreren Gebärdenpoesie-Projekten tätig. Sie besuchte mehrere Workshops in Gebärdensprachenpoesie. Seit 2019 ist sie im Projekt handverlesen als Künstlerin und Übersetzerin tätig, einem Projekt, das gehörlose und hörende Künstler zusammenbringt. Sie ist auf der Homepage von handverlesen mit Gedichten vertreten.  Im selben Jahr war sie Teil der handverlesen-Veranstaltungsreihe „Der Text kommt in Bewegung“, in welcher sie als Künstlerin in der Auftaktveranstaltung mit ihrer Performance zu sehen war. Bis heute ist sie im Bereich Gebärdensprachpoesie, Musikübersetzungen für Gehörlose sowie im Einsatz für die Gehörlosen-Community aktiv.
So machte Valyte in einem Interview bei Pop-Kultur darauf aufmerksam, dass Gebärdensprache eine Sprache wie jede andere Sprache hörender Personen ernst genommen werden sollte. Ebenso bekräftigte sie, dass beispielsweise Besetzungen, für die eine taube Person benötigt wird, wirklich von einer passenden Person übernommen werden sollten und nicht von einer, die vielleicht etwas mehr hört. Genauso stellte sie auch klar, dass sie nicht als eine Frau mit einem Handicap gesehen, sondern als sprechende Frau wahrgenommen werden will.
2021 gab sie im Januar selbst den Workshop „Musikperformance“ zum Thema Musikperformance, Musikperformance als neuer Kunstform, der Zusammenarbeit mit Hörenden und zur Anwendung verschiedener Strategien in diesem Kontext. Im April 2021 durfte Valyte den vierten Bildungskongress nach den Grußworten der Präsidenten des Bildungskongresses mit einem Beitrag eröffnen und das Erarbeitete im weiteren Verlauf des Kongresses künstlerisch umsetzen. Für das offene Gespräch „Gebärdensprache in verschiedenen Kunstformen – von Tanz bis Gebärdensprachpoesie (AT)“ im September 2021 war sie neben Kassandra Wedel, Rita Mazza und Dodzi Dougban eine der Künstler, die dem Publikum Fragen zum Thema Gebärdensprache im Tanz oder Gebärdensprache in der Poesie beantwortete und dafür offenstand.
2023 übersetzte Valyte während der Kieler Woche mehrere Musik-Acts in Gebärdensprache. Bei der Aufführung von A voice of A generation 2023 in der Brotfabrik Bonn im Rahmen des Festivals tanz nrw kam erstmals Laura Levita Valyte hinzu, um den akustischen Text in das Bühnengeschehen eingeflochten in Gebärdensprache zu übersetzen.

## Erfolge
2010 war Laura-Levita Valyte die Gewinnerin der litauischen Ausgabe der Tanzshow Let’s Dance. Vier Jahre später gewann sie den Preis „Beste Schauspielerin“ beim Deutschen Gehörlosen Theater in Berlin (DeGeThe).